# Campionati mondiali di canoa/kayak slalom 1971
I XII Campionati mondiali di canoa/kayak di slalom si sono svolti a Merano (Italia).

## Podi

### Uomini
| Evento        | Oro                                          | Perform. | Argento                                       | Perform. | Bronzo                              | Perform. |
| Canoa         |                                              |          |                                               |          |                                     |          |
| C-1           | Germania Ovest Reinhold Kauder               |          | Germania Est Wulf Reinicke                    |          | Cecoslovacchia Zybnel Pulec         |          |
| C-1 a squadre | Germania Est                                 |          | Germania Ovest                                |          | Cecoslovacchia                      |          |
| C-2           | Germania Est Klaus Trummer Jürgen Kretschmer |          | Germania Est Rolf-Dieter Amend Walter Hofmann |          | Germania Est Uwe Franz Ulrich Opelt |          |
| C-2 a squadre | Germania Est                                 |          | Germania Ovest                                |          | Cecoslovacchia                      |          |
| Kayak         |                                              |          |                                               |          |                                     |          |
| K-1           | Germania Est Siegbert Horn                   |          | Germania Est Christian Dörin                  |          | Germania Ovest Ulrich Peters        |          |
| K-1 a squadre | Austria                                      |          | Germania Est                                  |          | Germania Ovest                      |          |

### Misto
| Evento | Oro                                        | Perform. | Argento                                     | Perform. | Bronzo                                        | Perform. |
| Kayak  |                                            |          |                                             |          |                                               |          |
| C-2    | Cecoslovacchia Hana Koudelová Jiri Koudela |          | Cecoslovacchia Jitka Legatová Milan Svoboda |          | Cecoslovacchia Ludmilla Sirotková Jiri Krejza |          |

### Donne
| Evento        | Oro                           | Perform. | Argento                        | Perform. | Bronzo                       | Perform. |
| Kayak         |                               |          |                                |          |                              |          |
| K-1           | Germania Est Angelika Bahmann |          | Cecoslovacchia Ludmila Polesna |          | Germania Est Veronika Stampe |          |
| K-1 a squadre | Germania Est                  |          | Germania Ovest                 |          | Cecoslovacchia               |          |

## Medagliere
| Posizione | Paese          | Oro | Argento | Bronzo | Totale |
| --------- | -------------- | --- | ------- | ------ | ------ |
| 1         | Germania Est   | 6   | 4       | 2      | 12     |
| 2         | Germania Ovest | 1   | 3       | 2      | 6      |
| 3         | Cecoslovacchia | 1   | 2       | 5      | 8      |
| 4         | Austria        | 1   | 0       | 0      | 1      |
| Totale    | Totale         | 9   | 9       | 9      | 27     |